# 次郎長三国志 (1968年のテレビドラマ)
『次郎長三国志』（じろちょうさんごくし）の1968年放送版はNETテレビ（現・テレビ朝日）の日曜20時枠で1968年4月7日から9月29日まで放送された時代劇である。全26回。

## キャスト
- 清水次郎長：中野誠也
- お蝶：磯村みどり
- 森の石松：山田吾一
- 大政：御木本伸介
- 桶屋の鬼吉：大辻伺郎
- 増川仙右衛門：中村友隆
- 追分三五郎：藤岡重慶
- 入川保則
- 柳沢真一
- 北あけみ
- 黒駒の勝蔵：今井健二

## スタッフ
- 原作：村上元三
- 脚本：結束信二、本山大生、加藤泰
- 監督：河野寿一、松尾正武、林伸憲、荒井岱志、長谷川安人
- 制作：NET、東映京都テレビプロ

## 主題歌
- ボニー・ジャックス「男次郎長」

## サブタイトル
| 話数 | 放送日        | サブタイトル     | 脚本     | 監督       | セミレギュラー、ゲスト                                                      |
| ---- | ------------- | ---------------- | -------- | ---------- | --------------------------------------------------------------------------- |
| 1    | 1968年 4月7日 | 勢揃い二十八人衆 | 結束信二 | 河野寿一   | 根上淳                                                                      |
| 2    | 4月14日       | 喧嘩状           | 結束信二 | 河野寿一   | 西尾三枝子、河上一夫                                                        |
| 3    | 4月21日       | 婚礼の夜         | 結束信二 | 河野寿一   | 原健策                                                                      |
| 4    | 4月28日       | はだか道中       | 結束信二 | 河野寿一   | 大橋洋一                                                                    |
| 5    | 5月5日        | 牢屋の若親分     | 結束信二 | 河野寿一   | 曽我町子、大橋洋一                                                          |
| 6    | 5月12日       | 追われて来た男   | 結束信二 | 河野寿一   | 島田順司、鶴見丈二、大橋洋一                                                |
| 7    | 5月19日       | 遠州森の石松     | 結束信二 | 河野寿一   | 嘉手納清美、不破潤、福山象三、桜京美、 西田良、丘路千、大友純               |
| 8    | 5月26日       | 強くて弱い男たち | 結束信二 | 河野寿一   | 鶴見丈二、曽我町子、島田順司、大橋洋一                                      |
| 9    | 6月2日        | 浅間しぐれ       | 結束信二 | 河野寿一   | 根岸明美、左右田一平、不破潤                                                |
| 10   | 6月9日        | 喧嘩の晩は星月夜 | 結束信二 | 河野寿一   | 鶴見丈二、西尾三枝子                                                        |
| 11   | 6月16日       | 甲州乗り込み     | 結束信二 | 河野寿一   | 高松錦之助、高木均                                                          |
| 12   | 6月23日       | 隠密やくざ       | 結束信二 | 松尾正武   | 鶴見丈二、左右田一平、大橋洋一、坂口祐三郎、花園ひろみ                      |
| 13   | 6月30日       | 月明一対一       | 結束信二 | 林伸憲     | 鶴見丈二、左右田一平、曽我町子、坂口祐三郎、千原しのぶ                      |
| 14   | 7月7日        | 殴り込み甲州路   | 結束信二 | 松尾正武   | 鶴見丈二、高松錦之助                                                        |
| 15   | 7月14日       | 花嫁人形         | 結束信二 | 松尾正武   | 渋谷辰夫、北原将光                                                          |
| 16   | 7月21日       | 念仏嵐           | 本山大生 | 松尾正武   | 青木義朗、三原有美子、河上一夫、桜田千枝子、有川正治                        |
| 17   | 7月28日       | 小政売り出す     | 本山大生 | 林伸憲     | 坂口祐三郎、水島真哉、西山嘉孝、有川正治                                    |
| 18   | 8月4日        | 男一匹度胸がらす | 本山大生 | 林伸憲     | 宮本信子、加地健太郎                                                        |
| 19   | 8月11日       | 酔いどれ一刀流   | 本山大生 | 林伸憲     | 坂口祐三郎、舟橋元、林浩久、柴田美保子、小倉康子、宮城幸生                  |
| 20   | 8月18日       | 石松最期         | 本山大生 | 荒井岱志   | 金井大、高倉みゆき、水島真哉、時美沙、 松本朝夫、山本麟一、諸口旭、西山嘉孝 |
| 21   | 8月25日       | 赤鬼青鬼伊豆の風 | 結束信二 | 松尾正武   | 鶴見丈二、坂口祐三郎、水島真哉、近江佳也、戸上城太朗                        |
| 22   | 9月1日        | お蝶襲名         | 加藤泰   | 長谷川安人 | 島田順司、水島真哉、松本朝夫、山本麟一、諸口旭                              |
| 23   | 9月8日        | 長脇差無頼       | 結束信二 | 林伸憲     | 山根久幸、坂口祐三郎、不破潤、富永佳代子                                    |
| 24   | 9月15日       | 果し合い非情     | 加藤泰   | 林伸憲     | 穂高稔、工藤堅太郎、伊藤榮子、山本一郎、本間文子                            |
| 25   | 9月22日       | 吉良の仁吉       | 加藤泰   | 林伸憲     | 中村梅之助、沢淑子、森章二、穂高稔、今沢昭信、汐路章                        |
| 26   | 9月29日       | 血煙り荒神山     | 加藤泰   | 林伸憲     | 中村梅之助、鶴見丈二、山根久幸、水島真哉                                    |

## 放映ネット局
同時ネット局
- NETテレビ
- 毎日放送
- 九州朝日放送

遅れネット局
- 名古屋テレビ放送

| NET（現テレビ朝日）系 日曜20時台 | NET（現テレビ朝日）系 日曜20時台                       | NET（現テレビ朝日）系 日曜20時台 |
| 前番組                           | 番組名                                                 | 次番組                           |
| -------------------------------- | ------------------------------------------------------ | -------------------------------- |
| 特攻ギャリソン・ゴリラ           | 次郎長三国志 （中野誠也主演版） 【当番組より時代劇枠】 | 旅がらすくれないお仙             |